# Tertio millennio adveniente
Tertio millennio adveniente ist ein Apostolisches Schreiben von Papst Johannes Paul II. Es wurde am 10. November 1994 herausgegeben und befasst sich mit der Vorbereitung auf das Heilige Jahr 2000.

## Aufruf zur Vorbereitung auf das Heilige Jahr 2000
Der Papst hat in seinem Schreiben Tertio millennio adveniente (TMA) mit dem er sich an die Bischöfe, die Priester und Diakone, die Ordensleute und die Laien wandte, die Christen in aller Welt aufgerufen, das Jahr 2000 

„als Herausforderung und einzigartige Chance zu erkennen, um gemeinsam Zeugnis für das Wirken des lebendigen Gottes in unserer Welt abzulegen.“

## Gliederung
- Teil I. „Jesus Christus ist derselbe gestern, heute…“ (Brief an die Hebräer 13,8 EU)
- Teil II. Jubiläum des Jahres 2000
- Teil III. Die Vorbereitung des großen Jubeljahres
- Teil IV. Die unmittelbare Vorbereitung

a) Erste Phase
b) Zweite Phase
1. Jahr: Jesus Christus
2. Jahr: Heiliger Geist
3. Jahr: Gottvater
c) Im Blick auf die feierliche Durchführung
- Teil V. „Jesus Christus ist derselbe (…) in Ewigkeit“ (Hebr 13,8)

## Vorbereitungsphasen und Leitthemen
Zur Vorbereitung legte der Papst drei Phasen und das Generalthema fest:
- 1995–1996 Allgemeine Vorbereitungen
- 1997–1999 Eigentliche Vorbereitung
- 2000 Feier des Heiligen Jahres.

„Jesus Christus als alleiniger Retter der Welt, gestern, heute und in Ewigkeit.“

Die Betonung lag auf der Erneuerung des Interesses an der Bibel, die Wiederentdeckung der Taufe, die Stärkung des Glaubens und die Vertiefung des Glaubenswissens. (vgl. TMA 39-43)
Für die einzelnen Phasen und das eigentliche Jubeljahr legte Johannes Paul II. ein theologisches und pastorales Programm fest. Damit wollte er die grundlegenden Orientierungen hervorheben und richtungsweisende Maßnahmen unterstreichen. Er verdeutlichte die Zeitwende des Jahres 2000 in Bezug auf die Geburt Jesu Christi und die Geschichte Gottes mit den Menschen. Er zeichnete positive und optimistische Entwicklungen auf und unterstrich diese als eine christliche Vision. Der Papst hob nachdrücklich die ökumenische Dimension hervor und forderte die Bischöfe und Priester auf, in ihre Vorbereitungen die Ökumene (TMA 16) zu integrieren. Weiterhin stellte er die Bedeutung der Pastoralkonstitution „Gaudium et spes“ in Verbindung mit dem Blick auf die Zukunft dar und forderte zu einer Zusammenarbeit mit den kommunalen und regionalen Institutionen (TMA 21) auf.
Mit der Kernaussage „Ein jeder ist eingeladen, alles in seiner Macht Stehende zu tun, damit die große Herausforderung des Jahres 2000 (…) nicht vernachlässigt wird“ (TMA 55) hebt der Papst die für ihn wichtige Forderung hervor, dass das Jubeljahr 2000 der Beginn der kirchlichen Erneuerung und die Fortsetzung des nach dem Zweiten Vatikanischen Konzil begonnenen Aufbruchs sei. (TMA 18) Ein weiterer Schwerpunkt der Vorbereitung auf das Heilige Jahr war für Johannes Paul II. die Verpflichtung zur solidarischen Gemeinschaft und zum Eintreten für die Menschenwürde.
Da in unseren Gesellschaften große Umbrüche erkennbar seien, schreibt der Papst weiter, die in das Leben der Menschen eingreifen, erinnert er an die von ihm und seinen Vorgängern veröffentlichten Sozialenzykliken Rerum Novarum, Quadragesimo anno, Mater et magistra, Pacem in terris, Laborem exercens, Sollicitudo rei socialis, Centesimus annus, die Enzyklika Dominum et Vivificantem und das Apostolische Schreiben Octogesima adveniens. Er erinnerte die Christen in der Welt an ihren Auftrag, die gesellschaftlichen Lebensbereiche mitzugestalten. Sie sollen dafür eintreten, dass Gerechtigkeit und Solidarität in alle Lebensbereiche vordringen und im Sinne der Pastoralkonstitution „Die Kirche in der Welt von heute“ wirken können.
Johannes Paul II. hob die Bedeutung der Märtyrer hervor und schloss die Aufforderung an die Bischofskonferenzen der Welt an, ein „Martyrologium des 20. Jahrhunderts“ aufzustellen.